# Albina Kelmendi
Albina Kelmendi (albanska izgovorjava: [alˈbina kɛlˈmendi]), kosovsko-albanska pevka in besedilopiska, * 27. januar 1998, Peja

## Zgodnje življenje in kariera
Albina Kelmendi se je rodila v Pejë na Kosovu. Klarinet in klavir se je učila na glasbeni šoli v domačem kraju, kjer je skupaj z družino začela nastopati pod imenom Family Band.
Javnosti je postala bolj znana leta 2014, ko je bila drugouvrščena v četrti sezoni The Voice of Albania. Naslednje leto se je udeležila dvanajstega Top Festa.
Junija 2022 je Albina Kelmendi izdala svoj debitantski album »Nana loke«. Decembra istega leta se je s petimi člani svoje družine udeležila Festivala i Këngës 61 kot Albina & Familja Kelmendi, kjer sta predstavila pesem »Duje«. 22. decembra je potekal finale, v katerem so zmagali in postali albanski predstavniki na Pesmi Evrovizije 2023 v Liverpoolu v Združenem kraljestvu. Nastopili sov drugem polfinalu in zasedli 9. mesto in se uvrstili v finale, kjer so končali na 22. mestu s 76 točkami. 

## Diskografija

### Studijski album
- »Nana loke« (2022)

### Pesmi
| Naslov                                            | Leto | Album |
| ------------------------------------------------- | ---- | ----- |
| »Ëndrrën mos ma merr«                             | 2015 |       |
| »Hera e parë«                                     | 2016 |       |
| »Denim« (skupaj s Sinan Vllasaliu)                | 2018 |       |
| »Shko«                                            | 2020 |       |
| »Një takim« (skupaj s Taulant Bajraliu)           | 2020 |       |
| »Ishim«                                           | 2020 |       |
| »Mos më lini vet«                                 | 2020 |       |
| »Ta fali zemra«                                   | 2020 |       |
| »Vjet e mija po kalojn«                           | 2020 |       |
| »Hallakam« (skupaj z Labinot Tahiri)              | 2020 |       |
| »Ç'ka don tash prej meje« (skupaj z Ymer Bajrami) | 2020 |       |
| »Mirazh«                                          | 2021 |       |
| »Kur ta ktheva Kosovë shpinën«                    | 2021 |       |
| »Vullkan«                                         | 2021 |       |
| »Zot mos e bo«                                    | 2021 |       |
| »E kom prej teje«                                 | 2021 |       |
| »Pa mu«                                           | 2021 |       |
| »Çikë e bukur«                                    | 2021 |       |
| »Moj e mira te pojata«                            | 2021 |       |
| »Jetoj me shpresë«                                | 2022 |       |
| »Nanë moj kom gabu«                               | 2022 |       |
| »Sytë e tu«                                       | 2022 |       |
| »Emri im«                                         | 2023 |       |
| »Duje«                                            | 2023 |       |
| »Inat«                                            | 2023 |       |